# Територије спољашњег обода
У измишљеном универзуму Звезданих ратова територије спољашњег обода представљају део галаксије Звезданих ратова који је најудаљенији од галактичког језгра.
Током дуге владавине Галактичке Републике спољашњи обод је био скоро потпуно изолован, првенствено због неистражености многих области и вековима недирнутих планета које су се ту налазиле. Као последица ове изолованости од других светова, спољашњи обод је постао стециште криминалаца и разбојника. Као што се види из Епизоде IV: Нова нада, Галактичка Империја је остварила присуство у овој области, али су, због корумпиране империјалне управе, многи криминалци сачували своја криминална царства, као што је то нпр. учинио Џаба Хат.

## Историја
Многе су се битке одиграле у спољашњем ободу, укључујући битке за планете Дантуин, Хот, Муунилинст, Геонозис и многе друге. Многе од ових битака су се десиле током Ратова клонова који нису поштедели разарања ниједан део галаксије. У Епизоди III: Освета сита, Анакин Скајвокер помиње својој жени да се три месеца борио у опсадама у спољашњем ободу.
Након Ратова клонова, император Палпатин је наредио уништење Џедаја, чиме је започео Велики прогон Џедаја. Пошто је већина Џедаја убијена, многи преживели су се одлучили на скривање, укључујући старог и мудрог Џедај учитеља Јоду, који је умакао из Империје и слетео на изоловану мочварну планету, Дегобу. Након тога, император је поставио мофа Таркина за гувернера светова спољашњег обода, а сврха Звезде Смрти је била да застрашивањем натера те светове на покорност.
Татуин, планета широких пустиња, која се налази близу простора Хатова, постала је дом немалом броју ликова из Звезданих ратова, као што је млади и одважни Лук Скајвокер и Бигз Дарклајтер, који су ту живели пре него што су се прикључили Побуњеничкој Алијанси. Луков отац, Анакин, такође је живео на Татуину током свог детињства (Звездани ратови — епизода I: Фантомска претња). Џедај Оби-Ван Кеноби се крио на Татуину где је преузео име Бен Кеноби. Он и учитељ Јода су веровали да је најбоље да се Лук остави својој „породици“ (што је објашњено у Освети сита). Оби-Ван је живео недалеко да би заштитио младог Скајвокера и подучио га тајнама Силе када постане спреман.

## Важнији светови спољашњег обода
| Ајзон    | Алзок III    |
| Аноат    | Бакура       |
| Беспин   | Богден       |
| Гамор    | Геонозис     |
| Дантуин  | Дегоба       |
| Ејтен II | Ендор        |
| Иос      | Јавин        |
| Кашиик   | Корибан      |
| Лок      | Мон Каламари |
| Мустафар | Рајлот       |
| Татуин   | Телос        |